# The Brahma Diamond
The Brahma Diamond est un film muet américain réalisé par D. W. Griffith, sorti en 1909.

## Synopsis
Une personne est condamnée à mort après qu'un touriste lui vole un diamant qu'il devait garder.

## Fiche technique
- Titre : The Brahma Diamond
- Réalisation et scénario : D. W. Griffith
- Société de production et de distribution : American Mutoscope and Biograph Company[1]
- Photographie : G. W. Bitzer
- Pays de production :  États-Unis
- Format[2] : Noir et blanc - Muet - 1,33:1 - 35 mm[3],[4]
- Longueur de pellicule : 1036 pieds (316 mètres[4])
- Durée : 11 minutes (à 16 images par seconde)[2]
- Date de sortie : 4 février 1909

## Distribution
Les noms des personnages proviennent de l'Internet Movie Database.
- Florence Lawrence : la chérie du gardien accusé
- Edward Dillon
- Arthur V. Johnson : le bourreau
- Owen Moore
- Harry Solter : le touriste voleur[3],[5]
- George Gebhardt : le gardien accusé[3],[5]
- David Miles : le père de la chérie du gardien accusé[3],[5]
- Charles Inslee : l'hindou sans scrupule[3],[5]
- John R. Cumpson : un touriste[5]
- Robert Harron : le domestique indigène[3],[5]
- Anita Hendrie : une touriste[5]
- Mack Sennett : un gardien / un domestique / le gérant de l'hôtel[3],[5]
- Dorothy West : une touriste[5]
- Herbert Yost : un touriste[5]

## Autour du film
Les scènes du film ont été tournées les 14 et 19 janvier 1909 dans le studio de la Biograph à New York.